# FC Groningen

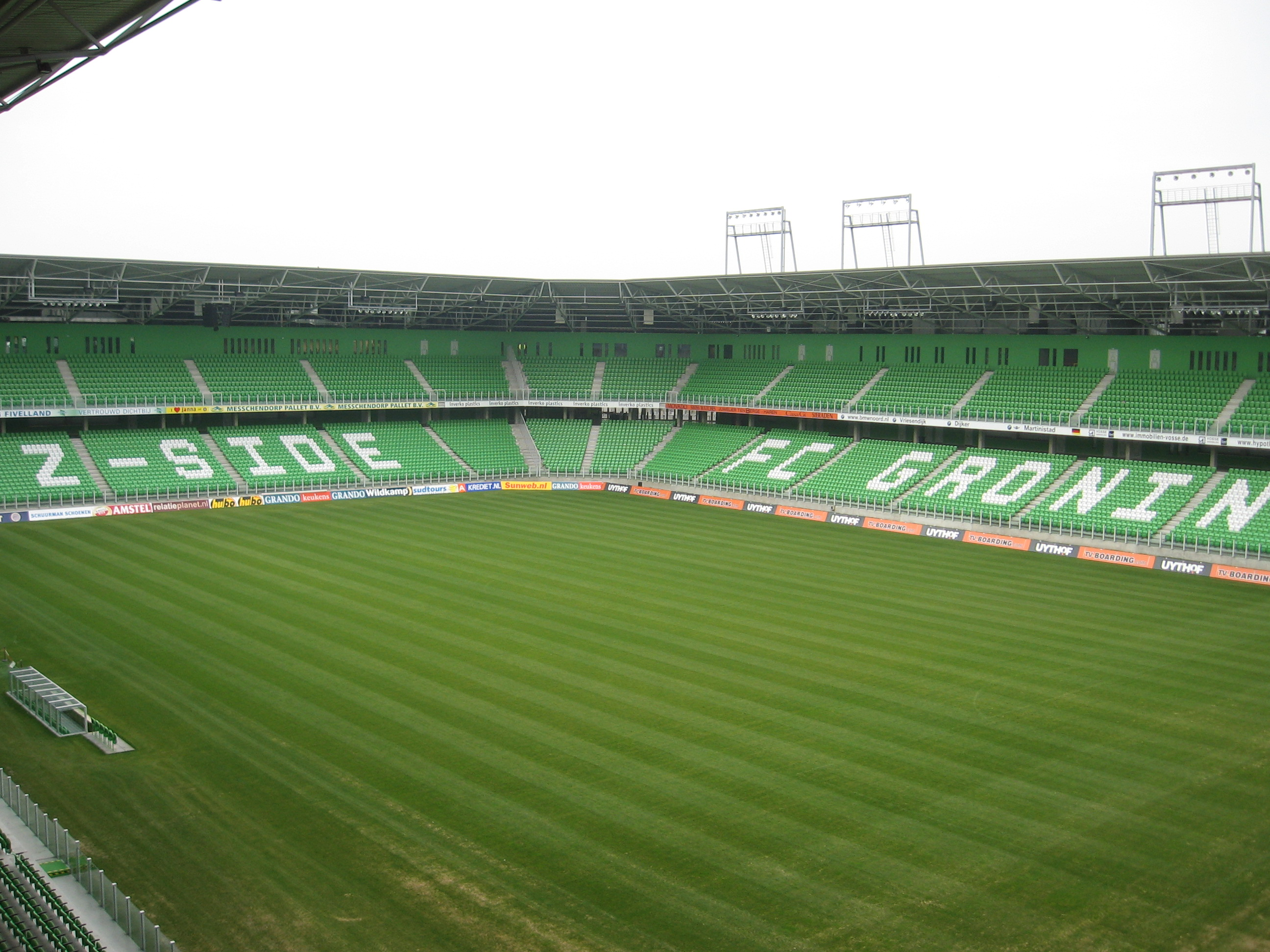
Stadion Euroborg

FC Groningen (celým názvem Football Club Groningen) je klub nizozemské Eredivisie sídlící v Groningenu, který byl založen roku 1971. Jeho hřištěm je stadion Euroborg s kapacitou 22 000 diváků, který byl otevřen roku 2006, kdy nahradil starý Oosterpark Stadion, jenž klubu sloužil v letech 1933–2005.
Klub se představil mj. ve 2. předkole Evropské ligy UEFA 2014/15 proti skotskému celku Aberdeen FC, který jej vyřadil.

## Úspěchy
- Eerste Divisie: 1× vítěz (1979/80)[4]
- Nizozemský fotbalový pohár: 1× vítěz (2014/15)[5][6]

## Soupiska
aktuální k 30. 6. 2020
| Číslo |            | Pozice | Hráč                   |
| ----- | ---------- | ------ | ---------------------- |
| 1     | Nizozemsko | B      | Sergio Padt            |
| 3     | Nizozemsko | O      | Bart van Hintum        |
| 4     | Nizozemsko | O      | Wessel Dammers         |
| 6     | Nizozemsko | Z      | Azor Matusiw           |
| 7     | Švédsko    | Z      | Lundqvist Ramon Pascal |
| 8     | Německo    | Z      | Sam Schreck            |
| 10    | Nizozemsko | Ú      | Arjen Robben           |
| 11    | Maroko     | Ú      | Mo El Hankouri         |
| 15    | Švédsko    | Ú      | Gabriel Gudmundsson    |
| 18    | Maroko     | Z      | Ahmed El Messaoudi     |
| 19    | Dánsko     | O      | Nicklas Strunck        |
| 20    | Nizozemsko | O      | Amir Absalem           |

| Číslo |            | Pozice | Hráč               |
| ----- | ---------- | ------ | ------------------ |
| 22    | Německo    | O      | Görkem Can         |
| 23    | Maroko     | Z      | Ajdin Hrustic      |
| 26    | Nizozemsko | Z      | Daniël van Kaam    |
| 27    | Nizozemsko | Ú      | Thijs Dallinga     |
| 29    | Nizozemsko | Ú      | Romano Postema     |
| 31    | Nizozemsko | B      | Jan Hoekstra       |
| 36    | Nizozemsko | Z      | Tom van de Looi    |
| 36    | Nizozemsko | B      | Jan de Boer        |
| 42    | Nizozemsko | O      | Deyovaisio Zeefuik |
| 46    | Nizozemsko | O      | Thomas Poll        |
| 51    | Nizozemsko | Ú      | Kian Slor          |
| 52    | Slovensko  | Z      | Tomáš Suslov       |

## Známí hráči
- Ronald Koeman (1980–1983)
- Arjen Robben (1996–2002, 2020-současnost)
- Erik Nevland (2004–2008)
- Luis Alberto Suárez (2006–2007)

## Čeští hráči v klubu
Zde je seznam českých hráčů, kteří působili v FC Groningen:
- Ondřej Švejdík (2006–2010)[7]